# Thetidia sardinica
Thetidia sardinica là một loài bướm đêm trong họ Geometridae.